# Картиџ (Тенеси)
Картиџ (енгл. Carthage) град је у америчкој савезној држави Тенеси.

## Демографија
По попису из 2010. године број становника је 2.306, што је 55 (2,4%) становника више него 2000. године.
| Група             | 2000.         | 2010.         |
| Белци             | 2.037 (90,5%) | 2.007 (87,0%) |
| Афроамериканци    | 147 (6,5%)    | 165 (7,2%)    |
| Азијати           | 12 (0,5%)     | 7 (0,3%)      |
| Хиспаноамериканци | 26 (1,2%)     | 75 (3,3%)     |
| Укупно            | 2.251         | 2.306         |